# Tese da computação paralela
Na teoria da complexidade computacional, a tese da computação paralela é uma hipótese que afirma que o tempo é utilizado por uma máquina paralela (razoável) e é polinomialmente relacionada com o espaço utilizado por uma máquina seqüencial.  A tese de computação paralela foi estabelecido por Chandra e Larry Stockmeyer em 1976 (ver Referências).
Em outras palavras, é um modelo computacional que permite cálculos em ramificação e executados em paralelo sem limites, uma linguagem formal que é decidível sob o modelo usando não mais que {\displaystyle t(n)} passos para as entradas de comprimento n é decidível por uma máquina no modelo desramificação usando não mais que {\displaystyle t(n)^{k}} unidade de armazenamento para alguma constante k.  Da mesma forma, se uma máquina no modelo de desramificação decide uma linguagem utilizando não mais do que {\displaystyle s(n)} armazenamento, uma máquina no modelo paralelo pode decidir a linguagem em não mais do que {\displaystyle s(n)^{k}} passos para alguma constante k.
A tese de computação paralela não é uma declaração formal rigorosa, uma vez que não define claramente o que constitui um modelo aceitável paralelo.  A máquina paralela deve ser suficientemente poderosa para emular a máquina seqüencial em tempo polinomial relacionadas com o espaço seqüencial; compare máquina de Turing, máquina de Turing não-determinística, e máquina de Turing alternada.  Em 1983, N. Blum introduziu um modelo em que a tese não se sustenta.  No entanto, o modelo permite {\displaystyle 2^{2^{O(T(n))}}} processos de computação paralela  após {\displaystyle T(n)} passos.  (Veja notação Grande-O.) Em 1986, Parberry sugeriu uma forma mais "razoável" que seria {\displaystyle 2^{O(T(n))}} ou {\displaystyle 2^{T(n)^{O(1)}}}, em defesa da tese. Em 1982, Goldschlager propôs um modelo que é suficientemente universal para emular todas os modelos paralelos "razoáveis", que aderem à tese.  Chandra e Stockmeyer originalmente formalizaram e provaram resultados relacionadas com a tese para máquinas Turing determinísticas e alternadas, que é de onde se originou a tese.